# Liste des évêques de Bridgeport
Cette page présente la liste des évêques de Bridgeport dans le Connecticut. 
Le diocèse de Bridgeport (Dioecesis Bridgeportensis) est érigé le 6 août 1953, par détachement de celui de Hartford. 

## Sont évêques
- 25 août 1953-10 juillet 1961 : Lawrence Shehan (Lawrence Joseph Shehan)
- 23 septembre 1961-28 juin 1988 : Walter Curtis (Walter William Curtis)
- 5 novembre 1988-11 mai 2000 : Edward Egan (Edward Michaël Egan)
- 23 janvier 2001-20 mars 2012 : William Lori (William Edward Lori)
- 20 mars 2012-31 juillet 2013 : siège vacant
- depuis le 31 juillet 2013: Frank Caggiano (en) (Frank Joseph Caggiano)

## Sources
- Fiche du diocèse sur le site http://www.catholic-hierarchy.org